# Salles-sur-Garonne

Salles-sur-Garonne este o comună în departamentul Haute-Garonne din sudul Franței. În 2009 avea o populație de 510 de locuitori.

## Evoluția populației
| An        | 1975 | 1982 | 1990 | 1999 | 2006 | 2009 |
| --------- | ---- | ---- | ---- | ---- | ---- | ---- |
| Populație | 217  | 215  | 250  | 301  | 447  | 510  |